# La Cygne (Kansas)
La Cygne é uma cidade localizada no estado americano de Kansas, no Condado de Linn.

## Demografia
Segundo o censo americano de 2000, a sua população era de 1115 habitantes.
Em 2006, foi estimada uma população de 1155, um aumento de 40 (3.6%).

## Geografia
De acordo com o United States Census Bureau tem uma área de
3,6 km², dos quais 3,6 km² cobertos por terra e 0,0 km² cobertos por água. La Cygne localiza-se a aproximadamente 255 m acima do nível do mar.

## Localidades na vizinhança
O diagrama seguinte representa as localidades num raio de 20 km ao redor de La Cygne.